# Belinda Luscombe
Belinda Luscombe (Sydney –) ausztráliai születésű amerikai újságíró és a Marriageology: The Art and Science of Staying Together (Spiegel & Grau, 2019) szerzője.
Angol irodalom és oktatási diplomát szerzett a Sydney Egyetemen. Újságírói karrierjét a Sydney Daily Telegraph-nál kezdte. Írt a The New York Times magazinnak, a Sports Illustrated, a Fortune, a Mademoiselle, a Travel & Leisure, a Vogue, a Who Weekly (Ausztrália), az Arena (Egyesült Királyság) és a South China Morning Post (Hong Kong) részére, és humoros esszéket tett közzé több könyvben is.
A Time szerkesztője, 2003 és 2008 között a magazin művészeti szerkesztőjeként a teljes kulturális szakot menedzselte. 1995-ben került a laphoz mint külsős cikkíró, majd 1999-ben vezető szerkesztői pozíciót kapott. Az általa szerkesztett címlaptörténetek között szerepel "Az utolsó csillagok háborúja" és a "Túl messzire ment a TV?" (2005. március), továbbá Sheryl Sandbergről, Gretchen Carlsonról, házasságról, pornográfiáról és azokról a szülőkről, akik fegyveres erőszak miatt vesztették el gyermekeiket, készített írásai vezető címlapsztorik lettek. A TIME Style & Design magazin első amerikai számának (2003 február) a szerkesztője.
2010-ben elnyerte a Kortárs Családok Média Tanácsának díját.
Férje Jeremy Edmiston, akivel 1991-ben házasodtak össze.

## Fordítás
- Ez a szócikk részben vagy egészben  a   Belinda Luscombe című angol Wikipédia-szócikk ezen változatának fordításán alapul.  Az eredeti cikk szerkesztőit annak laptörténete sorolja fel. Ez a jelzés csupán a megfogalmazás eredetét és a szerzői jogokat jelzi, nem szolgál a cikkben szereplő információk forrásmegjelöléseként.